# Mario Fiorillo
Mario Fiorillo (Nápoles, 16 de dezembro de 1962) é um jogador de polo aquático italiano, campeão olímpico.

## Carreira
Mario Fiorillo fez parte da geração de ouro italiana no polo aquático, campeão olímpico de Barcelona 1992.